# Chokladspökuggla
Chokladspökuggla (Ninox randi) är en fågel i familjen ugglor inom ordningen ugglefåglar.

## Utseende
Chokladspökugglan är en medelstor (27–33 cm) spökuggla, till utseendet mest lik den allopatriska arten brun spökuggla. Ovansidan är mörkt chokladbrun med ljusa fläckar på skapularerna. Undersidan är vitaktig med kraftiga kastanjebruna längsstreckning. Stjärten har fyra tydliga mörka band. Ögat är bjärt gult, näbben kraftig, likaså de gulorangefärgade benen. Den förekommer i samma utbredningsområde som fyra andra spökugglearter, men är störst av dem alla, saknar olikt luzonspökugglan fläckar på vingtäckarna och är kraftigare streckad under än vare sig mindoro-, mindanao- och cebuspökugglan.

## Läte
Sången består av en serie mörka ljud som i engelsk litteratur återges som "whoop". Tonerna faller något i tonhöjd och levereras två och två i intervaller om 0,3–0,6 sekunder.

## Levnadssätt
Arten hittas i både ursprunglig låglänt regnskog, i ungskog och i mangroveskogar, vanligen under 1 000 meters höjd. Den tenderar att undvika bebyggelse och odlade områden. Födan är dåligt känd, men tros som andra spökugglor leva på insekter, även om storleken samt de kraftiga benen och den likaledes kraftiga näbben tyder på att den även tar ryggradsdjur. Ungfåglar har rapporterats i juni, i övrigt saknas information om dess häckningsbiologi. Den antas häcka i trädhål likt andra spökugglor.

## Utbredning och systematik
Fågeln återfinns i Filippinerna söderut till Suluarkipelagen samt i Talaudarkipelagen i nordöstligaste Indonesien. Den behandlas som monotypisk, det vill säga att den inte delas in i några underarter. Tidigare fördes arten till brun spökuggla (Ninox scutulata), men erkänns numera allmänt som egen art efter studier.

## Status och hot
Arten har ett relativt stort utbredningsområde och rapporteras vara vanlig till ovanlig. Den tros dock minska i antal till följd av skogsavverkning, med uppemot hela 30 % under tre generationer, i chokladspökugglans fall endast 12 år. Internationella naturvårdsunionen IUCN kategoriserar den därför som nära hotad.

## Namn
Fågelns vetenskapliga artnamn hedrar den kanadensiske ornitologen Austin Loomer Rand (1905-1982).